# Степанівка (Роздільнянський район)
Степа́нівка (у минулому — Грінбергова, Штурпальци', Штурпельци, Адольфсталь) — село в Україні, у Роздільнянському районі Одеської області. Адміністративний центр Степанівської сільської громади. Розташоване на березі річки Кучурган на автошляху Р33 Вінниця — Кучурган. Населення становить 1844 особи.

## Історія
В 1887 році у селищі Степанівка Розаліївської волості Тираспольського повіту Херсонської губернії мешкало 19 чоловіків та 29 жінок.
Станом на 20 серпня 1892 року при селищі Степанівка 1-го стану були землеволодіння (692 десятини, 175 сажнів) поселенців сіл Зельц, Кандель, Страсбург, Мангейм, Ельзас, Баден (Одеський повіт).
На 1896 рік в селищі Степанівка (Грінбергова) Розаліївської волості Тираспольського повіту Херсонської губернії, було 64 двора, в яких мешкало 382 людини (181 чоловік і 201 жінка). У населеному пункті була лавка.
На 1 січня 1906 року у селищі Степанівка (Штурпальці, Грінбергова) Понятівської волості Тираспольського повіту Херсонської губернії, яке розташоване праворуч Кучургану, були товариство німців й десятинники на їх землях; був сільський староста й писар; католицький молитовний будинок; існували криниці; 81 двір, в яких мешкало 442 людини (232 чоловіка і 210 жінок). 
У 1916 році в селищі Степанівка Понятівської волості Тираспольського повіту Херсонської губернії, мешкало 330 людей (132 чоловіка і 198 жінок).
Станом на 28 серпня 1920 р. в селищі Степанівка (Штурпельця, Грінбергерове) Розаліївської волості Тираспольського повіту Одеської губернії, було 139 домогосподарств. Для 129 домогосподарів рідною мовою була німецька, 7 — українська, 2 — болгарська, 1 — не вказали. В селищі 595 людей наявного населення (298 чоловіків і 297 жінок). Родина домогосподаря: 282 чоловіків та 271 жінка (родичів: 11 і 22; наймані працівники і прислуга: 5 і 3; мешканці та інші: 1 жінка). Тимчасово відсутні: солдати Червоної Армії — 8 чоловіків, військовополонені та безвісти зниклі — 6 чоловіків, на заробітках — 1 чоловік.
На початку 1924 року Степанівка була центром Степанівської сільради району Енгельса Одеської округи Одеської губернії. Більшість населення Степанівки становили німці (504 особи). Вони мали 120 господарств.
В 1925-1940 рр. Степанівка, а також села Олександрівка та Миролюбівка (пізніше увійшли до складу першого), входила до складу Тираспольського району (з 1935 року — Слободзейського району) Молдавської Автономної Радянської Соціалістичної Республіки (Українська РСР). З 1940 року у складі Роздільнянського району Одеської області.
В березні 1944 року, через наближення Червоної армії, за наказом командування вермахту німців-колоністів з Степанівки було депортовано до Вартегау.
Станом на 1 вересня 1946 року село було центром Степанівської сільської ради, до якої входили: с. Павлівка, с. Степанівка, с-ще Івано-Миколаївка, х. Труд-Гребеник.
На 1 травня 1967 року село входило до складу Кучурганської сільської ради. У селі знаходився господарський центр радгоспу імені Котовського.
12 вересня 1967 року до складу Степанівки увійшли колишні села Бузинівка (до 16.05.1964 — Івано-Бузинівка) та Милолюбівка (в минулому — Миролюбівка).

## Сьогодення
У Степанівці розташовуються другі за значущістю виробничі потужності Одеського консервного заводу дитячого харчування.
Також в Степанівці розташована середня загальноосвітня школа I—III ступенів, фельдшерсько-акушерський пункт, сільський клуб, дитячий садочок, супермаркети.

## Населення
Згідно з переписом УРСР 1989 року чисельність наявного населення села становила 1790 осіб, з яких 803 чоловіки та 987 жінок.
За переписом населення України 2001 року в селі мешкало 1719 осіб.

### Мова
Розподіл населення за рідною мовою за даними перепису 2001 року:
| Мова       | Відсоток |
| ---------- | -------- |
| українська | 63,78 %  |
| російська  | 34,19 %  |
| молдовська | 1,45 %   |
| болгарська | 0,12 %   |
| вірменська | 0,12 %   |
| гагаузька  | 0,12 %   |
| білоруська | 0,06 %   |
| румунська  | 0,06 %   |